# Alofa
Alofa is een geslacht van wantsen uit de familie bloemwantsen (Anthocoridae). Het geslacht werd voor het eerst wetenschappelijk beschreven door Herring in 1976.

## Soorten
Het genus bevat de volgende soort:

- Alofa sodalis (White, 1878)